# Camp Cucamonga
Camp Cucamonga (El Campamento Cucamonga en Hispanoamérica, Movida en el Campamento II en España) es una película para la televisión transmitida en 1990. Hicieron aparición varios actores juveniles que trabajaban para la American Broadcasting Company (ABC). La trama consta de las actividades de un grupo de adolescentes que se van de vacaciones a un campamento de verano.
La importancia de la película fue que marcó el inicio de varias personalidades como Jennifer Aniston y Breckin Meyer. Se lanzó una edición en DVD en 2004.

## Reparto
(se mencionan participaciones en otras series o películas)
- John Ratzenberger (Cheers) como Marvin Schector.
- Dorothy Lyman (Mama's Family) como Millie Schector.
- Jennifer Aniston (Friends) como Ava Schector.
- Brian Robbins (Head of the Class) como Roger Berg.
- Sherman Hemsley (Amen (Serie TV)) como Herbert Himmel.
- Candace Cameron (Full House) como Amber Lewis.
- Chad Allen (La doctora Quinn) como Frankie Calloway
- Jaleel White (Cosas de Casa) como Dennis Brooks.
- Josh Saviano (Los Años Maravillosos) como Max Plotkind.
- Danica McKellar (Los Años Maravillosos) como Lindsey Scott.
- Lauren Tewes (The Love Boat) como Mrs. Scott.
- Tasha Scott (Snoops) como Jennifer